# Arctostaphylos victorinii
Arctostaphylos victorinii är en ljungväxtart som beskrevs av Rolland-germain. Arctostaphylos victorinii ingår i släktet mjölonsläktet, och familjen ljungväxter. Inga underarter finns listade i Catalogue of Life.